# 中西敏二
中西 敏二（なかにし びんじ、1884年9月27日 - 1973年11月6日）は日本の政治家。赤坂区議（4期）、赤坂区会議長、東京市議（3期）、東京都議（4期）、第7代都議会副議長、第12代都議会議長を歴任した。

## 経歴
1884年9月27日、徳島県に生まれる。
1921年から赤坂区会議員を4期16年務めた。この間、1929年から1933年まで赤坂区会議長も務めた。1929年3月16日から1938年3月まで東京市会議員を3期務めた。1947年の東京都議会議員選挙で港区選挙区から立候補して、初当選した。1952年5月に第7代東京都議会副議長に就任した。1953年6月に副議長を退任した。その後は、都議会日本民主党幹事長（1955年）、都議会自民党幹事長（1955年から1956年）を歴任した。1956年6月に第12代東京都議会議長に就任した。また、全国都道府県議会議長会会長にも就任した。1957年7月に議長を退任した。その後は、4年間の非議員時代を経て各会計決算特別委員会委員長（1964年から1965年）を務めた。1965年の都議会黒い霧事件の影響による自主解散をもって都議を退任した。1973年11月6日に死去した。墓所は梅窓院。

## 栄典
- 1955年 - 藍綬褒章[1]
- 1964年 - 勲四等瑞宝章[1]
- 没後 - 従五位[1]